# Pawa Up First

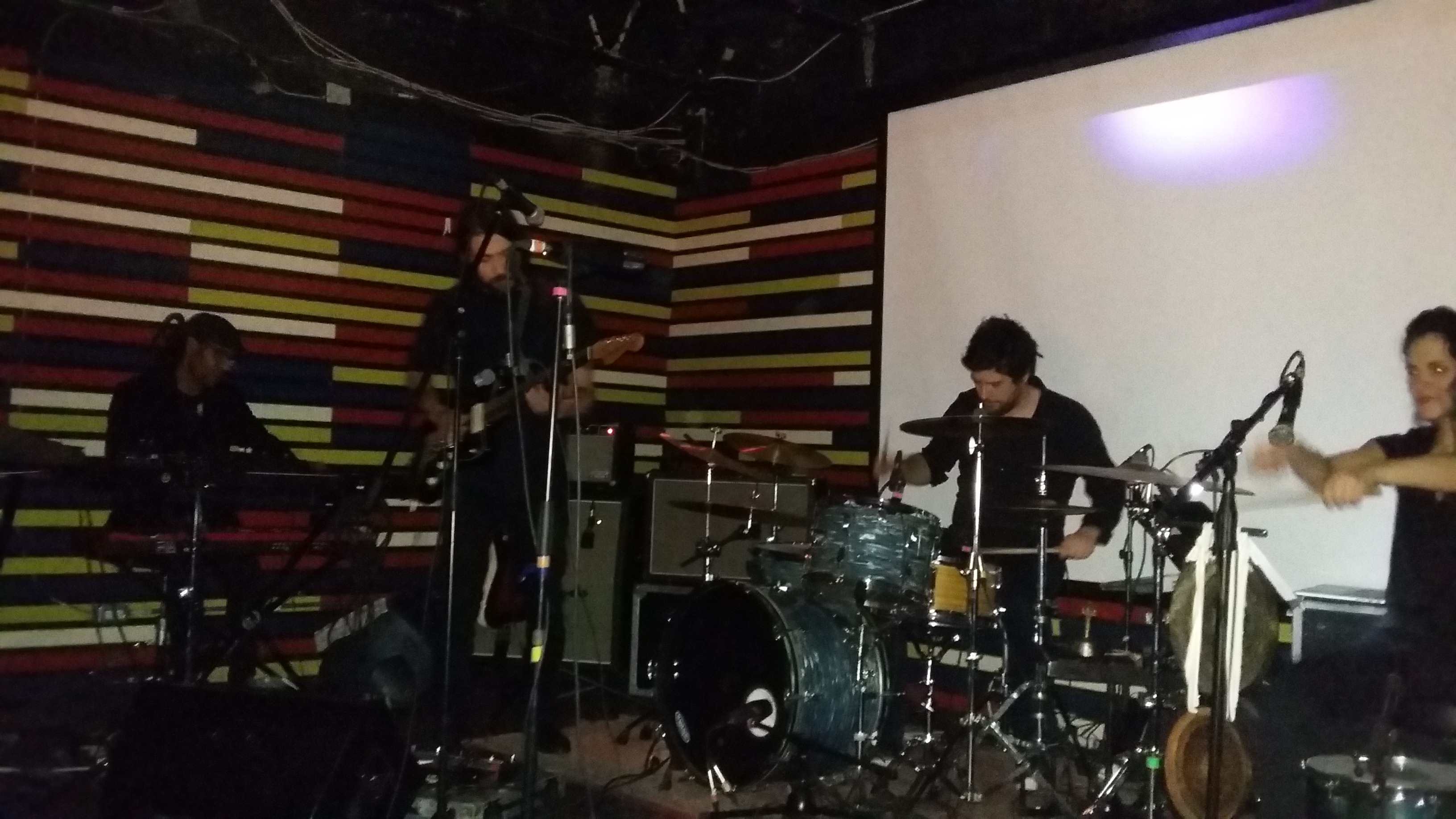

Pawa Up First est un groupe rock instrumental de Montréal, Québec, Canada.
Les quatre musiciens formant le noyau du groupe sont Serge Nakauchi Pelletier (guitare et programmation), Mathieu Pontbriand (basse), Sandy Belfort (claviers) et Joseph Perrault (batterie). Le groupe est reconnu pour travailler sous différentes formations en faisant appel à d'autres musiciens (section de cordes, cuivres) et en collaborant avec des rappeurs (D-Shade du groupe Shades of Culture, Boogat) et vocalistes (Belle Humble). Pawa Up First apporte également une dimension cinématographique à ses spectacles en mariant la projection de vidéos et d'images abstraites à un répertoire grandement influencé par la musique de film (pensez Ennio Morricone, Philip Glass ou encore Angelo Badalamenti).
Serge Nakauchi Pelletier a démarré Pawa Up First sous forme de projet d'enregistrement en 2001. Au cours des deux années suivantes, le projet s'est développé pour finalement devenir un groupe avec l'ajout du bassiste Mathieu Pontbriand, le pianiste Chris Baang, le batteur Joseph Perrault et le guitariste Malcolm Bauld (de 2007-2010).
Un premier album intitulé The Scenario a été lancé en 2005 sous l'étiquette montréalaise Dare to Care. Le groupe a ensuite donné de nombreuses prestations, entre autres au Festival international de jazz de Montréal, au festival Osheaga, au Festival international du film de Toronto, au fameux SXSW à Austin (Texas), au College Music Journal (CMJ) de New York. Le groupe a visité la France à deux reprises pour des séries de spectacles.
Ils ont offert leur dernier spectacle en août 2016 lors du festival de musique Grosse Lanterne.